# Terratrèmol de l'Equador d'abril de 2016
El terratrèmol de l'Equador d'abril del 2016 tingué lloc el 16 d'abril del 2016 a les 18.58 hora local (la 1:58 de diumenge 17, CEST), amb epicentre a uns 27 km de la ciutat de Muisne, a la província d'Esmeraldas, amb una magnitud de 7,8 Mw. És el terratrèmol més fort a l'Equador des del terratrèmol del 1979. El sisme també es va poder sentir al sud-oest de Colòmbia, a ciutats com Cali, Pasto, Popayán i Bogotà, i a la frontera del Perú amb l'Equador a ciutats com Tumbes, Piura i Jaén.
Les primeres notícies van parlar de 77 morts declarats oficialment. Dilluns 18 d'abril, després de 200 rèpliques, el balanç del govern era de 413 víctimes mortals i més de 2.500 ferits. Dimecres 20, mentre esmentaven una forta rèplica de magnitud 6,3, els mitjans van començar a parlar de "més de 500 morts" per referir-se al progressiu increment de les xifres oficials. Dissabte 23 d'abril, el president Correa informava de 646 víctimes mortals i 130 desapareguts, amb unes xifres de 113 persones rescatades amb vida, de 12.492 ferits atesos i de 26.091 persones encara residint en els diversos albergs. El mateix dia, a les 11:45 hora local, ja s'havien enregistrat 782 rèpliques i, sobre afectacions a edificacions i infraestructures, s'informava de 6.998 construccions destruïdes i 2.740 edificacions afectades.
A l'Equador són freqüents els terratrèmols i la seva causa és gairebé sempre atribuïble als processos tectònics de l'ampla zona de subducció al llarg de les costes de l'oceà Pacífic. Aquest terratrèmol, amb epicentre mar endins, davant la costa de l'Equador, s'inscriu en aquest mateix context de tectònica de plaques. El seu origen és l'encavalcament al límit o prop del límit entre la placa continental sud-americana i la del Pacífic. Al lloc on es produí el terratrèmol, la placa del Pacífic subdueix en direcció est a una velocitat de 61 mil·límetres per any. Aquest mecanisme de producció dels terratrèmols és comú a tota la zona de la costa de Xile, Perú i l'Equador, i és l'origen del terratrèmol més gran de la història, amb magnitud 9,5 en l'escala de Richter, que tingué lloc el 1960 a Xile.